# Pan (Kurzfilm, 1962)
Pan ist ein niederländischer Kurzfilm von Herman van der Horst aus dem Jahr 1962. Herman van der Horst, der auch das Drehbuch schrieb, die Kamera bediente und den Film produzierte, war mit ihm für einen Oscar in der Kategorie „Bester Kurzfilm“ nominiert.

## Inhalt

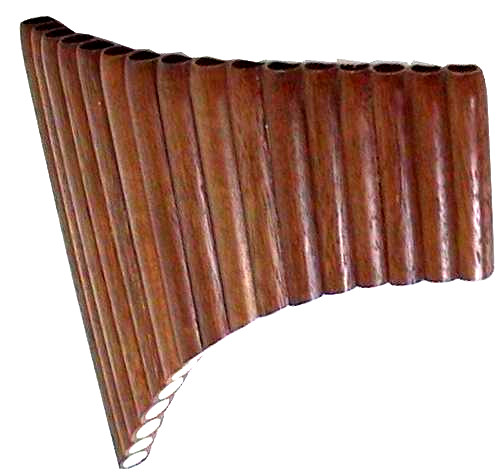
Panflöte

Ein etwas größerer Junge hält sich gern in einem wasserreichen Gebiet auf, in dem er nicht nur rudert und schwimmt, sondern auch die dort lebenden Tiere beobachtet. Im Schilf des Gewässers haben sich Brutvögel niedergelassen und Schwäne gleiten majestätisch übers Wasser. Der Junge liebt es, auf seiner Panflöte zu spielen. Während seines Spiels von seinem Boot aus gleitet sein Blick prüfend übers Wasser. Überrascht stellt er fest, dass sich ihm ein Schwan nähert, der auf einen Angriff aus zu sein scheint. Der Junge spielt eine sanfte Melodie auf seiner Panflöte und tatsächlich wirkt das beruhigend auf das Tier, das sich abwendet und wieder seine Kreise auf dem Wasser zieht.

## Auszeichnungen
Internationale Filmfestspiele von Cannes 1962
- Auszeichnung für den Film mit dem Sonderpreis der Kurzfilmjury[2]

British Academy Film Award 1963
- nominiert für den BAFTA Award in der Kategorie „Bester Kurzfilm“

Oscarverleihung 1963
- Nominierter: Herman van der Horst in der Kategorie „Bester Kurzfilm“ (Live Action)
Der Oscar ging an Pierre Étaix und Jean-Claude Carrière und die französische Kurzfilmkomödie Heureux Anniversaire, in der es um einen Hochzeitstag geht, an dem alles schiefläuft.